# Kościół św. Bartłomieja Apostoła w Goraju
Kościół św. Bartłomieja Apostoła w Goraju – kościół parafialny, murowany z XVIII w.

## Historia
Kościół znajduje się w północno-zachodniej części miasta. Erekcja parafii w Goraju nastąpiła w 1379 r. Parafia obejmowała m.in. folwark (217 mórg), szkołę parafialną, szpital dla ubogich, bibliotekę parafialną.
Do XVIII w. trzy kolejne kościoły w Goraju były drewniane. Pierwszy, z 1379 r., istniał do XVI w., drugi został zniszczony podczas potopu szwedzkiego w XVII w., zaś ostatni, drewniany, spłonął w 1780 r.
Obecny kościół wybudowano w latach 1779–1782 z fundacji profesora Akademii Zamojskiej i proboszcza gorajskiego. Pożary nawiedziły kościół w 1795 i 1923, remonty i malowanie przeprowadzono w 1928 oraz 1964 r., odbudowę wieżyczki w 1949 r. Malowidła wewnątrz kościoła odnowiono po II wojnie na podstawie wzorów z 1928 r. Autorem renowacji był Marian Pecka z Goraja (1964), malowideł prawdopodobnie Czesław Kiełbiński (1928?).

## Architektura
Kościół utrzymany jest w stylu barokowym, murowany otynkowany, jednonawowy. Nawa pojedyncza z niższym prezbiterium zamkniętym półkoliście, sklepienie kolebkowe z lunetami. Od południa zakrystia z portalem kamiennym z końca XVIII w. oraz ze skarbczykiem na piętrze i ośmioboczną wieżyczką z klatką schodową. Od północy do kościoła przylega kaplica. Chór muzyczny wsparty na dwóch filarach. Nad wejściem do kruchty kościoła trójkątny szczyt fasady zwieńczony frontonem. Szczyt kruchty barokowy z zegarem słonecznym. Nad nawą znajduje się wieżyczka na sygnaturkę (1952).

## Wyposażenie

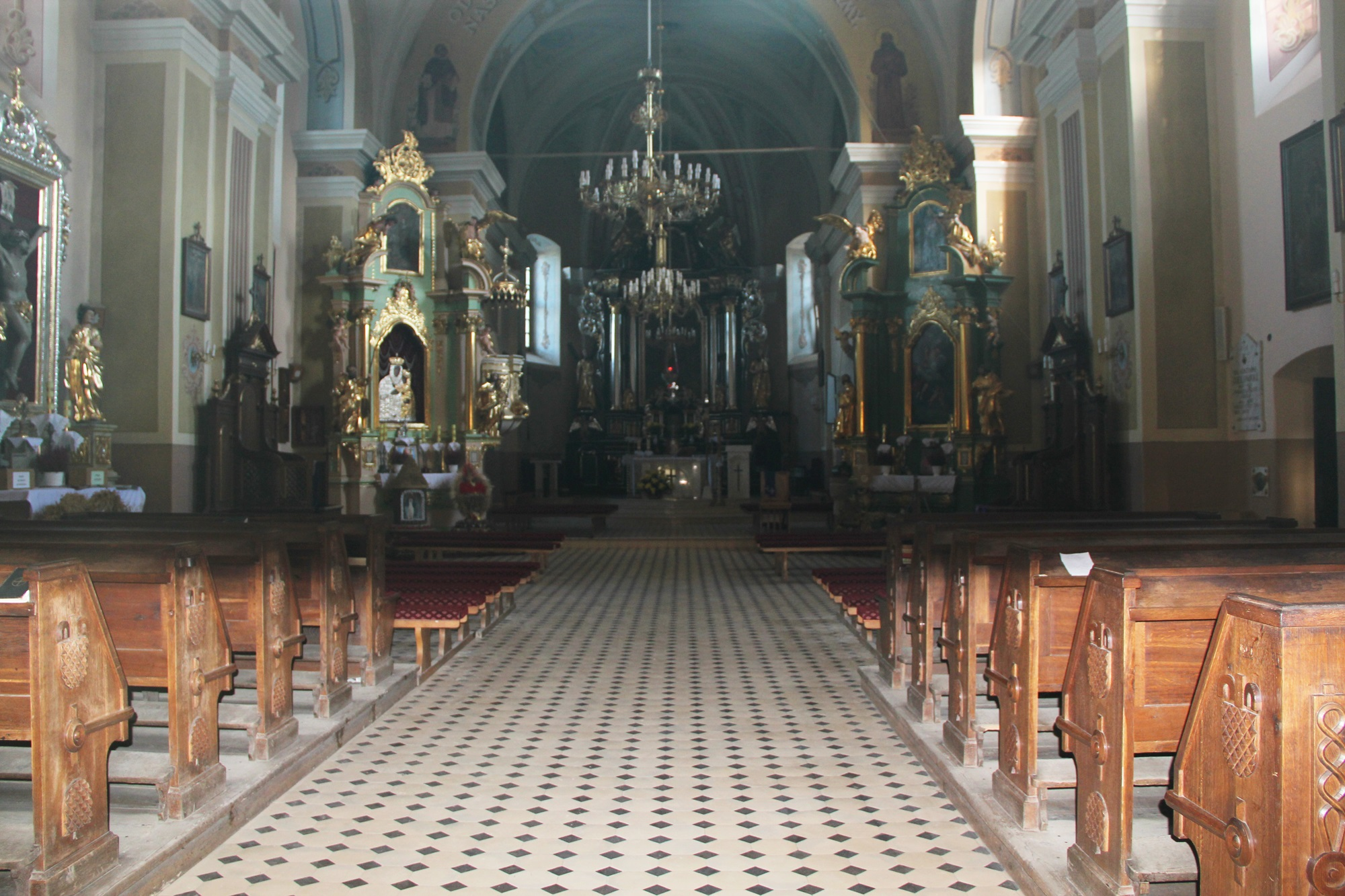
Wnętrze świątyni

- Ołtarz główny z fragmentami barokowymi, z herbami Jelita i Korybut, rzeźbami barokowymi św. Andrzeja, św. Bartłomieja, aniołów i Boga Ojca w zwieńczeniu oraz obrazami św. Stanisława bp., św. Bartłomieja i Zaśnięcia Matki Boskiej w zwieńczeniu.
- Tabernakulum rokokowe z obrazem Ostatniej Wieczerzy. Antepedium z poł. XIX w.

- - Lewy ołtarz rokokowy XVIII w. z rzeźbami Aarona, św. Józefa i aniołów oraz obrazami Matki Boskiej Gorajskiej z Dzieciątkiem Jezus z XVII-XVIII w. w sukience srebrnej barokowej z XVIII w., św. Michała, św. Walentego z końca XVIII w.
  - Prawy ołtarz boczny rokokowy XVIII w. z rzeźbami św. Jana Nepomucena, aniołów i obrazami św. Anny Samotrzeć, św. Wojciecha, św. Antoniego;
  - Trzeci, klasycystyczny, z początku XIX w. z rzeźbami śś. Barbary i Katarzyny o charakterze barokowym z 1. połowy XIX w.;
  - Czwarty ołtarz boczny, nowy, z barokową grupą Ukrzyżowania z końca XVIII w.;
  - Ołtarz w kaplicy barokowy z rzeźbą św. Józefa – początku XVIII w.;
  - Chrzcielnica i kropielnica kamienne z przełomu XVIII/XIX w.

## Otoczenie
- W murze cmentarza kościelnego od strony południowej znajduje się murowana dzwonnica (otynkowana). W jej dolnej kondygnacji znajduje się przejazd, w górze dwa miejsca na dzwony, zakończone łukiem i trójkątnym szczytem.

Zespół kościoła, dzwonnica-brama i cmentarz przykościelny znajduje się w wykazie zabytków NID kl.V-Oa/118/56 z 7.05.1957, 174 z 03.02.1967, A/364 z 28.07.1986.